# Hydroptila cornuta
Hydroptila cornuta is een schietmot uit de familie Hydroptilidae. De soort komt voor in het Palearctisch gebied.